# Гуничі
Гу́ничі — село в Україні, в Овруцькій міській територіальній громаді Коростенського району Житомирської області. Населення становить 429 осіб (2001).

## Історія
У 1906 році — село Гладковицької волості Овруцького повіту Волинської губернії. Відстань від повітового міста 16 верст, від волості 15. Дворів 101, мешканців 645.
У 1923—59 роках — адміністративний центр Гуницької сільської ради Овруцького району.
До 13 квітня 2017 року село входило до складу Раківщинської сільської ради Овруцького району Житомирської області.